# Józef Stanek

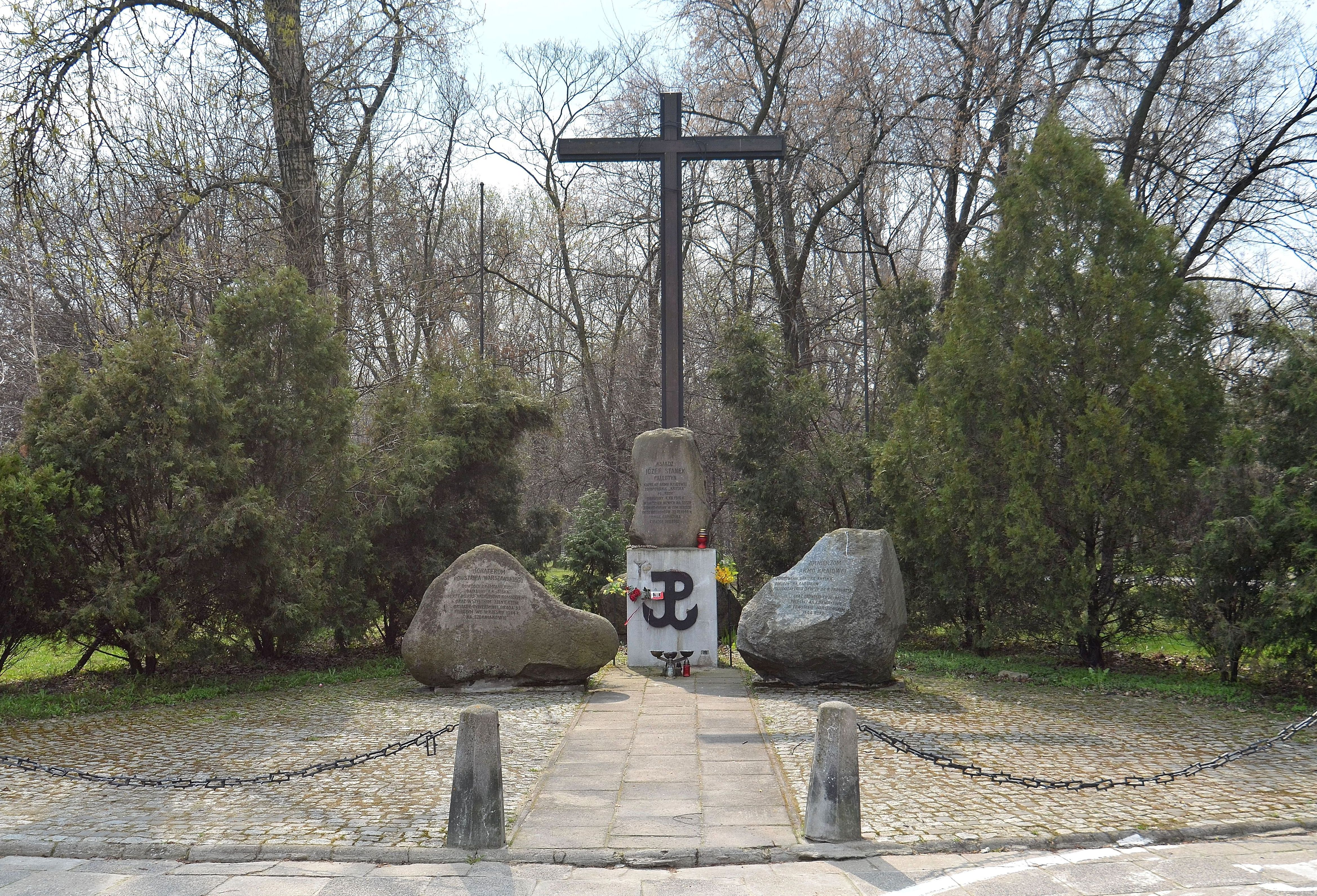
Upamiętnienie w miejscu śmierci ks. Józefa Stanka na rogu ulic Solec i Wilanowskiej w Warszawie

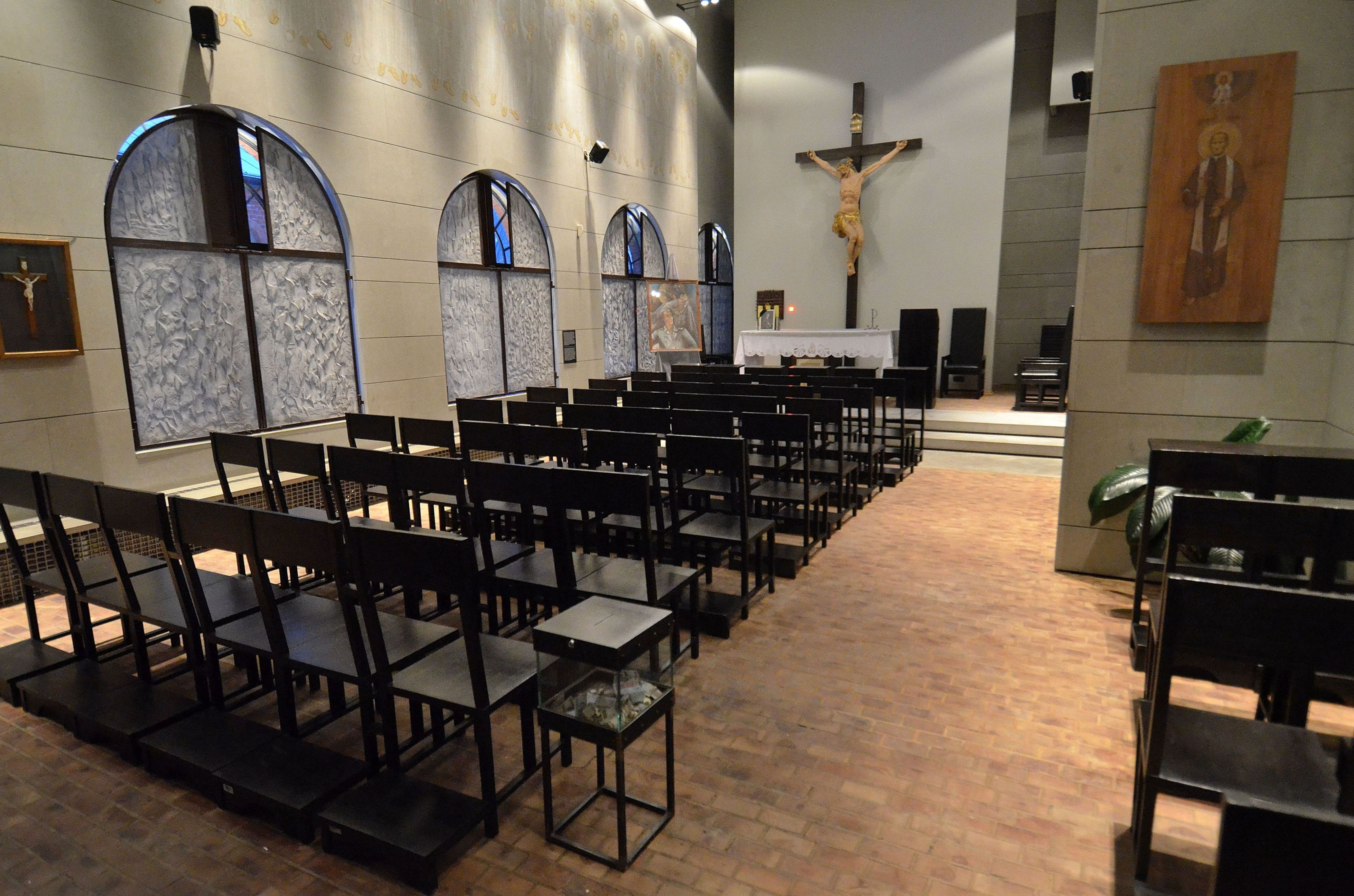
Kaplica bł. Józefa Stanka w Muzeum Powstania Warszawskiego

Józef Stanek SAC, pseudonim „Rudy” (ur. 4 grudnia 1916 w Łapszach Niżnych na Spiszu, zm. 23 września 1944 w Warszawie) – polski ksiądz pallotyn, błogosławiony Kościoła katolickiego, męczennik II wojny światowej, kapelan zgrupowania „Kryska” Armii Krajowej podczas powstania warszawskiego.

## Życiorys
W 1935 po zdaniu matury w wadowickim Collegium Marianum wstąpił do pallotyńskiego nowicjatu w Sucharach nad Notecią, a w 1937 rozpoczął studia w Ołtarzewie.
W 1939 podczas ewakuacji seminarium na wschód został wzięty do niewoli radzieckiej, skąd uciekł i wrócił do Ołtarzewa.
Święcenia kapłańskie przyjął po ukończeniu studiów filozoficzno-teologicznych w 1941 w Warszawie z rąk abp. Stanisława Galla.
Po święceniach rozpoczął studia na tajnych kompletach na Wydziale Socjologicznym Uniwersytetu Warszawskiego i posługiwał w konspiracji jako kapelan Armii Krajowej, a od 1 sierpnia 1944 uczestniczył w powstaniu warszawskim. Odprawiał w trudnych warunkach nabożeństwa, udzielał pomocy rannym i umierającym, pomagał ludności cywilnej. W ostatnich dniach powstania ks. Stanek zrezygnował z możliwości przeprawy pontonowej na drugi brzeg Wisły. Podczas pacyfikacji Czerniakowa wzięty do niewoli przez Niemców, został 23 września 1944 powieszony na własnej stule po torturach na zapleczu magazynów „Społem“ przy ul. Solec w Warszawie.
14 kwietnia 1945 zwłoki ks. Stanka ekshumowano i złożono w zbiorowej mogile przy ul. Solec w Warszawie. 4 marca 1946 przeniesiono je na cmentarz Powązkowski. 4 listopada 1987 w kościele Matki Boskiej Częstochowskiej przy ul. Zagórnej odbyło się nabożeństwo żałobne połączone z ekshumacją i pogrzebem ks. Stanka, któremu przewodniczył kard. Józef Glemp. 5 listopada 1987 jego szczątki złożono w kwaterze zgrupowania AK „Kryska” znajdującej się na cmentarzu Wojskowym na Powązkach.
Jan Paweł II ogłosił ks. Józefa Stanka błogosławionym w gronie 108 męczenników II wojny światowej 13 czerwca 1999 w Warszawie wraz z drugim pallotynem – ks. Józefem Jankowskim. W 2000 jego szczątki uroczyście ekshumowano i przeniesiono do kościoła Chrystusa Króla Pokoju przy ul. Skaryszewskiej.

## Upamiętnienie
- Imię ks. Józefa Stanka nadano w październiku 1996 głównej alei w parku Marszałka Edwarda Rydza-Śmigłego[4].
- Pomnik ku czci ks. Stanka i wszystkich walczących na tym terenie w oddziałach Armii Krajowej i Wojska Polskiego odsłonięty w 1997 przy skrzyżowaniu ulic Wilanowskiej i Solec[5].
- Wezwanie bł. Józefa Stanka nosi kaplica w Muzeum Powstania Warszawskiego[6].
- Patron Szkoły Podstawowej w Łapszach Niżnych[7].